# Айброкс Парк (1887–1899)
Айброкс Парк (англ. Ibrox Park) — колишній футбольний майданчик в Глазго (Шотландія). Він слугував домашньою ареною для клубу «Рейнджерс» з 1887 року до свого переїзду на однойменний сусідній стадіон в 1899 році. Старий Айброкс Парк прийняв у себе чотири фінали Кубка Шотландії і три міжнародні матчі збірної Шотландії з футболу.

## Історія
Попередній майданчик «Рейнджерс» в Кіннінг-парку був розрахований на 20 000 людей, але його подальше розширення було неможливим, тому клуб вирішив перебратися далі на захід, щоб побудувати нову арену. Хоча вибране місце тоді перебувало на околиці міста, зате мало гарне транспортне сполучення, таким чином поруч розташовувалася залізнична станція Айброкс. Ділянка була взята в оренду терміном на 10 років, а арена на ній була побудована компанією «Fred Braby & Co». На північній стороні поля була встановлена відкрита трибуна на 1200 місць з прилеглим павільйоном. Решта три сторони були оточені терасами, а поле - біговою доріжкою. Майданчик був відкритий 20 серпня 1887 товариським матчем «Рейнджерс» проти англійського клубу «Престон Норт-Енд».
Як наслідок, була побудована ще одна трибуна на південній стороні поля, після чого майданчики тричі приймали у себе домашні поєдинки збірної Шотландії в рамках Домашнього чемпіонату Великої Британії: домашній чемпіонат Великої Британії 1889 року проти Ірландії (7:0), домашній чемпіонат Великої Британії 1892 року проти Англії (1:4) і домашній чемпіонат Великої Британії 1897 року проти Ірландії (5:1). Фінал Кубка Шотландії 1890 року, а також його перегравання, між командами «Квінз Парк» і «Вейл оф Левен» також проводились на Айброкс Парку.
«Рейнджерс» грав на Айброкс Парку, коли вони приєднались до нової Шотландської футбольної ліги в чемпіонаті Шотландії з футболу 1890-1891 років. 18 серпня 1890 року арена вперше приймала в себе матч ліги, в якому господарі перемогли «Харт оф Мідлотіан» з рахунком 5:2 в присутності 4 000 глядачів. Майданчик був вибраний для проведення фіналу Кубка Шотландії 1892 року між «Селтіком» и «Квінз Парком», але виявився нездатним розмістити 30 000 людей. Три тижні потому Айброкс Парк прийняв у себе матч Шотландії з Англією, і тоді розвалилася трибуна, що спричинило загибель двох людей. Фінал Кубка 1893 року знову між «Селтіком» і «Квінз Парком», також проводився на Айброксі, і знову виникли проблеми: матч був оголошений недійсним через поганий стан поля і був переграний. У четвертий і останній раз Айброкс Парк приймав у себе фінал Кубка Шотландії в 1895 році, в якому «Сент-Бернардс» переміг «Рентон» з рахунком 2:1.
З появою нового Селтік Парку в 1892 році, ставши провідним футбольним майданчиком Глазго, «Рейнджерс», як наслідок, вирішив взяти в оренду ще одну ділянку землі поруч з Айброкс Парком і побудувати новий стадіон з нуля, який відкрився в грудні 1899 року. Останній матч на старому Айброкс Парку був зіграний 9 грудня 1899 року, в якому "Рейнджерс" розгромили (6:1) «Кілмарнок» в присутності 5 000 глядачів.